# Estação Ferroviária de Vila Pouca de Aguiar
A Estação Ferroviária de Vila Pouca de Aguiar, originalmente denominada de Villa Pouca, é uma interface encerrada da Linha do Corgo, que servia a localidade de Vila Pouca de Aguiar, no Distrito de Vila Real, em Portugal.

## História

### Planeamento, construção e inauguração
Na transição para o Século XX, já se reconhecia a necessidade de construir um caminho de ferro entre a Régua, na Linha do Douro, e Espanha, passando por Vila Pouca de Aguiar, localidade que tinha uma certa importância como convergência de várias estradas, e portela para o vale do Rio Tâmega. Em 1898, a comissão que tinha sido encarregada de estudar os projectos na Rede Complementar ao Norte do Mondego apresentou várias propostas, incluindo uma linha de Chaves a Régua, passando por Vila Pouca de Aguiar. Nas bases para a adjudicação da construção e exploração da linha entre a Régua e a fronteira, a segunda parte ia de Vila Real a Vila Pouca de Aguiar, e a terceira deste ponto até Vidago. Os planos para o lanço entre o Ribeiro de Varges e a Estação de Pedras Salgadas, autorizado por uma portaria de 14 de Setembro de 1905, incluíam a estação de Vila Pouca, de 2.ª classe, que deveria ser construída no extremo Oeste da localidade. A via férrea neste ponto ficava a uma cota consideravelmente mais elevada do que nas zonas contínguas, pelo que seria necessário construir um patamar de 320 m de extensão, de forma a evitar o risco de que os vagões descessem acidentalmente por qualquer um dos lados.
Em 16 de Janeiro de 1906, já tinha sido dada a ordem para a construção da estação de Vila Pouca de Aguiar, cujas obras já tinham sido iniciadas em Outubro desse ano.
Esta interface encontrava-se no troço entre as estações de Vila Real e Pedras Salgadas, que foi inaugurado em 15 de Julho de 1907.
Em 1913, a estação de Vila Pouca de Aguiar era servida por carreiras de diligências até Arco de Baúlhe e Gandarela de Basto.

### Ligação prevista a Mirandela e expansão da estação
No plano da rede ferroviária, introduzido pelo Decreto n.º 18190, de 28 de Março de 1930, um dos lanços programados era a Transversal de Valpaços, a começar em Vila Pouca de Aguiar ou Pedras Salgadas, e a terminar em Mirandela, na Linha do Tua, passando por Carrazedo de Montenegro e Valpaços. Caso este troço se iniciasse em Vila Pouca, a sua extensão seria de aproximadamente 67 Km.
Em 1934, a Companhia Nacional de Caminhos de Ferro, que estava a explorar esta Linha, realizou obras de ampliação dos cais coberto e descoberto nesta estação.

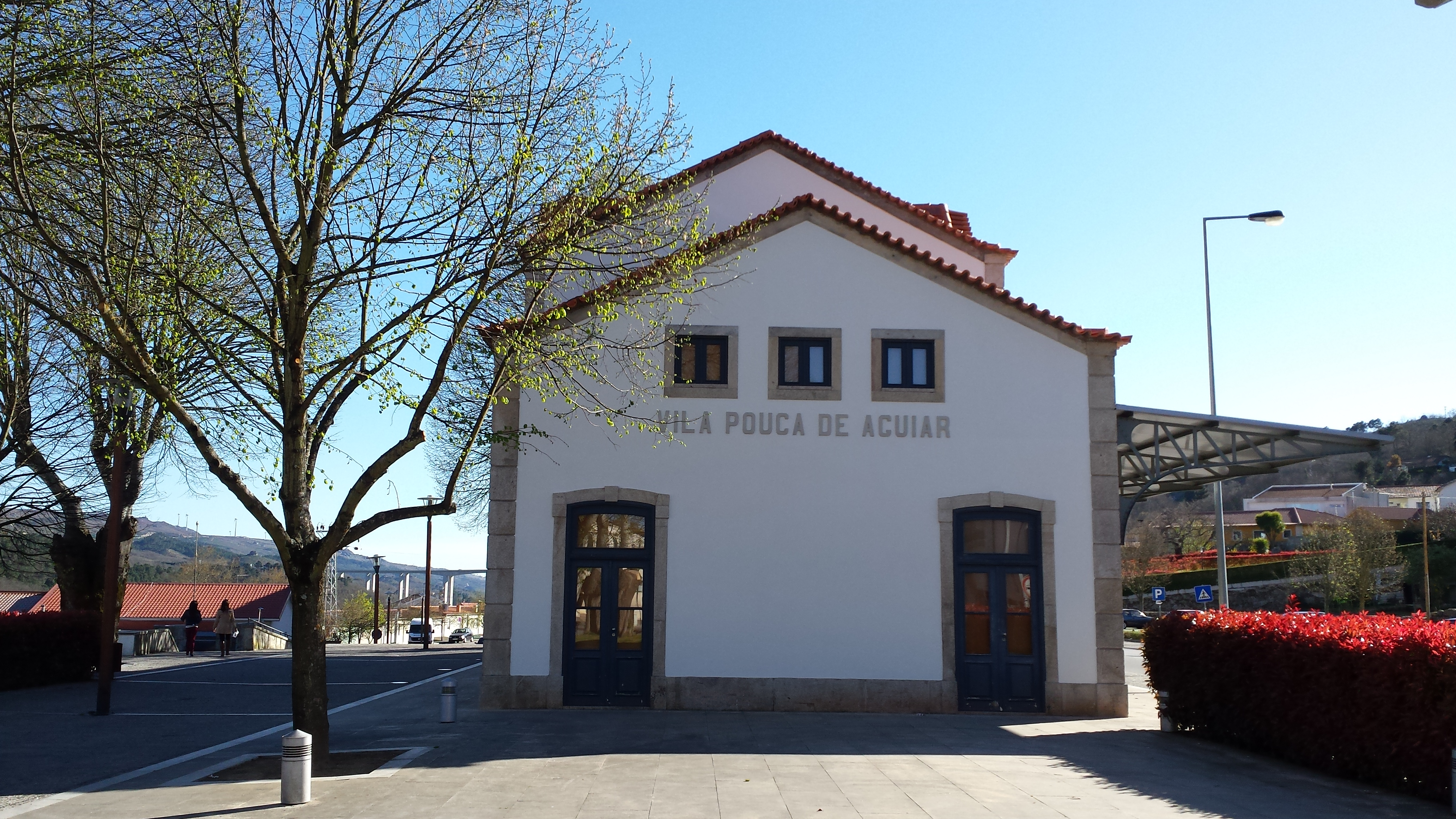
Antigo edifício da estação de Vila Pouca de Aguiar, em 2015.

### Encerramento
A circulação entre Chaves e Vila Real foi encerrada em 2 de Janeiro de 1990, como parte de um plano de reestruturação da empresa Caminhos de Ferro Portugueses.